# Gaetano Gigli
Gaetano Gigli (Mondavio, 22 maggio 1872 – Roma, 1º maggio 1954) è stato un latinista, scrittore, poeta e librettista italiano tra il XIX e il XX secolo.

## Biografia
Nacque il 22 maggio 1872 a Mondavio (PU) dal patrizio delle Piagge Giuseppe Gigli e da Antonia Trigi Pellegrini 1844 – 1929, era figlio unico.
In gioventù era solito passare le vacanze estive nella biblioteca della grande casa patrizia ove nacque; imparò da autodidatta il tedesco, ed anzi il suo primo guadagno fu il frutto di una traduzione da quella lingua. Ad otto anni perse il padre; la madre ventiquattrenne, di quaranta anni più giovane del marito, si risposò subito ed ebbe altri figli. 
Gaetano Gigli ricevette l'istruzione di base presso le scuole di Orciano (Ps) e Mondavio (Ps); acquisì l'istruzione ginnasiale a Fossombrone (Ps); quindi il liceo Classico a Roma dove viveva presso lo zio: lo storico Camillo Manfroni.
Sempre a Roma si iscrisse alla facoltà di lettere della Università La Sapienza.
Sui banchi universitari conobbe la sua futura sposa, Corinna Agostini, che sarà la seconda donna mai laureata a Roma. Entrambi primeggiavano in tutti gli esami e si laurearono con il massimo dei voti. Corinna e Gaetano seguivano in quegli anni un corso di lingua araba perché lui aveva vinto un concorso per dirigere gli scavi a Derna; essi infatti avevano progettato di trasferirsi in Libia subito dopo il matrimonio. Il progetto tuttavia svanì a causa di una sconfitta riportata poco tempo prima dagli italiani.
Le sue prime pubblicazioni risalgono al 1894: “Di una nuova questioncella dantesca (se Dante abbia assegnato a Proserpina una sede, e quale)”, Studi di Filologia Romanza pubblicati da Ernesto Monaci, fasc. 18, Loescher, Roma 1894; ed al 1896: “Delle mercedi nell'antica Grecia”, Regia Accademia dei Lincei, Roma 1896 [In-4, pp. 56. Estratto. Interessante ricerca intesa a far conoscere, per la parte che riguarda le mercedi, lo svolgimento storico dell'economia greca].
Nel frattempo Gaetano Gigli vinse un concorso per la cattedra di latino al liceo magistrale di Siracusa.
Il matrimonio fu celebrato il 26 luglio 1898 presso la chiesa di via Panisperna in Roma. In precedenza i coniugi si erano uniti in matrimonio civile in Campidoglio. Il celebrante fu il loro venerato maestro Ernesto Monaci, il quale fece loro dono di una fine edizione di tutte le opere di Dante. 
A Siracusa i coniugi passarono un anno, durante il quale Gaetano Gigli licenziò le bozze della propria prima opera libraria: un commento a “L'assedio di Siracusa” di Tito Livio. La moglie Corinna, da parte sua, disegnò le cartine del libro che fu pubblicato nel 1900 per i tipi della casa editrice Dante Alighieri di Milano.
Nel giugno del 1899 i coniugi chiesero ed ottennero il trasferimento a Macerata dove nel frattempo il padre di lei, Gianjacopo Agostini, era divenuto Provveditore agli Studi. 
Il 25 giugno 1899 nacque la primogenita Lucia.
Alla fine del 1900 i coniugi andarono a vivere a Macerata, nella villa Pianesi dove nel 1902, alla morte della moglie Argia Garbi, furono raggiunti dal suocero Gianjacopo Agostini.
Nello stesso anno nacque Matelda che visse solo diciotto mesi e venne sepolta a Mondavio. 
Il 28 gennaio del 1903 i coniugi ebbero un'altra bambina; anch'essa fu chiamata Matelda. 
Il 2 settembre del 1904 fu la volta di Beatrice, il 6 dicembre 1906 nacque l'unico maschio Enzo, ed infine, il 4 gennaio 1909, Maria.
Nel Novembre del 1911 la famiglia si trasferì a Napoli, dove Gaetano Gigli aveva ottenuto la cattedra di greco e latino presso il liceo Classico Umberto I a Piazza S. Pietro a Maiella. A Napoli la famiglia Gigli aveva trovato una casa in affitto di sei stanze con sei finestre che davano sul mare al secondo piano del civico 323 di Corso Vittorio Emanuele.
In questo periodo Gaetano Gigli curò, per l'editore Giusti di Livorno, nella collana “Biblioteca dei classici greci”, la pubblicazione dei libri 2, 4, 11, 12, 17 e 18 dell'Iliade di Omero, con note del medesimo Gaetano Gigli. Parimenti buon successo ebbe nel 1916 la pubblicazione, per il medesimo editore, del trattatelo: Brevi cenni di storia del diritto romano, pubblicato nuovamente nel 1921 e nel 1938.
Nell'autunno del 1927 tutta la famiglia si trasferì a Frascati (Rm) in via XX Settembre, in quanto, pur avendo Gaetano Gigli ottenuto la cattedra di latino alla facoltà di Magistero dell'Università La Sapienza, la casa a Roma, in via Sebino 32, vicino a Villa Ada (all'epoca residenza dei Savoia) non si liberò prima del giugno del ‘28.
In questo periodo Gaetano Gigli dedicò la propria attenzione alle opere di autori latini Virgilio ed Orazio, dei quali pubblicò commenti a diverse opere. Contestualmente, attraverso il proprio antico maestro, il prof. Manfroni, egli entrò in contatto con il regime fascista all'epoca al potere pubblicando delle opere funzionali al regime, quali ad esempio: “La Terrasanta, il sionismo e l'Italia”, Rivista delle colonie italiane. A cura del ministero delle Colonie. Direttore Camillo Manfroni. Anno IV. - numero 6. giugno 1930. Roma Sindacato It. Arti Graf. ed. 1930, pag. 491 e I Romani guerrieri e conquistatori. Episodi della guerra gallica di Cesare. (estratti dal De Bello Gallico, con prefazione e note di G.G. ad uso delle scuole magistrali inferiori) Semina Flammae, collezione di classici latini diretta da Gino Pierleoni, Perrella, Napoli 1930.
Il 7 marzo 1929, all'età di 59 anni, Corinna Agostini, già da tempo gravemente malata, morì d'infarto. 
Rimasto vedovo all'età di 55 anni, Gaetano Gigli, scelse di vivere con le figlie a Roma, dapprima in via Sebino e successivamente in via Acaia 55.
In questo periodo l'attenzione di Gaetano Gigli si concentrò, quasi esclusivamente nello studio e nel commento dell'intera opera di Orazio (Horatius Flaccus Quintus, Le Satire. Libro primo e secondo; introduzione e commento di Gaetano Gigli, Loffredo, Napoli 1935), accompagnato tuttavia da una riscoperta della giovanile passione per il greco Omero, tuttavia stavolta commentando l'Iliade, in luogo dell'Odissea (Homerus, Libro XXIV dell'Iliade; introduzione e commento Gaetano Gigli, Loffredo, Napoli 1934 ed Homerus, Iliade [passi scelti]; Traduzione di V. Monti con commento e proemio del prof. Gaetano Gigli, Cappelli, Bologna 1939, 1946 e 1952).
Si spense a Roma all'età di 81 anni e venne sepolto nel cimitero di Riano (Rm).
Tra le opere minori, inedite, si contano numerose poesie ed argute novelle. Fu altresì paroliere di canzoni per diversi musicisti, ma principalmente per l'amico musicista Alessandro Peroni (Mondavio (PU) 13.10.1874 – Milano 09.04.1964]).

## Opere e contributi
- Gigli Gaetano, “Di una nuova questioncella dantesca (se Dante abbia assegnato a Proserpina una sede, e quale)”, Studi di Filologia Romanza pubblicati da Ernesto Monaci, fasc. 18, Loescher, Roma 1894
- Gigli Gaetano, “Delle mercedi nell'antica Grecia”, Regia Accademia dei Lincei, Roma 1896 [In-4, pp. 56. Estratto. Interessante ricerca intesa a far conoscere, per la parte che riguarda le mercedi, lo svolgimento storico dell'economia greca]
- Gigli Gaetano, “Due iscrizioni votive”, Regia Accademia dei Lincei, Roma 1896
- Gigli Gaetano, Nozze Cancellieri - Antonelli. Copia estratta dal .. codice Barb. XXX. 135. fol. 17 (recto), …. 1896
- Gigli Gaetano, L'Assedio di Siracusa: estratti da Titio Livio, Dante Alighieri, Roma 1900
- Gigli Gaetano, "...", sta in: D'Ovidio Francesco, Studii sulla Divina commedia, Sandron, Palermo 1901
- Gigli Gaetano, “Fossili” in: Le Marche Illustrate nella storia, nelle lettere, nelle arti, fasc. 1, anno 1901
- Gigli Gaetano, Distici latini. Sta in: AA.VV., Antologia di scritti di Federico Hermanin per le nozze Hermanin Hausmann del 20.01.1904, Unione Tipografica Cooperativa, Perugia 1904
- Gigli Gaetano, “Letteratura – Parte antica”, Studi Marchigiani. Annate I e II. 1905 - 1906, Unione Cattolica Tipografica, Macerata 1907, pag. 7
- Gigli Gaetano, Poetarum Scriptorumque Romanorum – Exempla. Libro di letture latine a compimento della storia letteraria, Giusti, Livorno 1910, 1922 e 1937
- Homerus, Il libro 2. dell'Odissea; a cura del prof. Gaetano Gigli, Biblioteca dei classici greci, Giusti, Livorno 1914 e 1923
- Homerus, Il libro 4. dell'Odissea; con note italiane del prof. Gaetano Gigli, Biblioteca dei classici greci, Giusti, Livorno 1915
- Homerus, Il libro 11. dell'Odissea; con note italiane del prof. Gaetano Gigli, Biblioteca dei classici greci, Giusti, Livorno 1915
- Homerus, Il libro 12. dell'Odissea; con note italiane del prof. Gaetano Gigli, Biblioteca dei classici greci, Giusti, Livorno 1915 e 1924
- Homerus, Il libro 17. dell'Odissea; con note italiane del prof. Gaetano Gigli, Biblioteca dei classici greci, Giusti, Livorno 1915
- Homerus, Il libro 18. dell'Odissea; con note italiane del prof. Gaetano Gigli, Biblioteca dei classici greci, Giusti, Livorno 1915
- Gigli Gaetano, Lainon chiton - notarella omerica. Estratto dalla rivista “Humanitas”, Anno I, n. 12, Rep. Di S. Marino, Reffi, Repubblica San Marino 1915
- Gigli Gaetano, Brevi cenni di storia del diritto romano, Giusti, Livorno 1916, 1921 e 1938
- Gigli Gaetano, Greci antichi e greci moderni. Discorso letto nel Regio Liceo Umberto I il 7 settembre 1915 e pubblicato dal Comitato delle scuole secondarie napoletane per l'Assistenza Civile, Cozzolino, Napoli 1916
- Gigli Gaetano, “Tre notarelle oraziane”. Nota del dott. Gaetano Gigli, presentata dal socio Sogliano, Reale Accademia Nazionale dei Lincei, Estratto dei rendiconti, Vol. XXXIII, fasc. 4°- 6° - Seduta del 18 maggio 1924
- Rivista delle Colonie Italiane, a cura del Ministero delle Colonie direttore Camillo Manfroni, Sindacato Italiano Arti Grafiche Editore, Roma, marzo-Aprile 1928
- Vergilius Maro Publius, Eneide. Libro 8. Dichiarata ad uso delle scuole. Da Gaetano Gigli, “Collezione di classici greci e latini”. Serie latina n. 33, Dante Alighieri, Milano – Città di Castello 1928
- I Romani guerrieri e conquistatori. Episodi della guerra gallica di Cesare. (estratti dal De bello Gallico, con prefazione e note di G.G. ad uso delle scuole magistrali inferiori) Semina Flammae, collezione di classici latini diretta da Gino Pierleoni, Perrella, Napoli 1930
- Gigli Gaetano, “La Terrasanta, il sionismo e l'Italia”, Rivista delle colonie italiane. A cura del ministero delle Colonie. Direttore Camillo Manfroni. Anno IV. - numero 6. giugno 1930. Roma Sindacato It. Arti Graf. ed. 1930, pag. 491
- Vergilius Maro Publius, Eneide. Libro 2. : testo dell'edizione nazionale; con introduzione e commento di Gaetano Gigli, D. Alighieri, Milano 1930
- Voyageurs Italiens d'Afrique. Pubblicazione propagandistica senza indicazione dell'autore (G.Gigli) edita dal Ministero Italiano delle Colonie: Ufficio Studi e Propaganda, Sindacato Arti Grafiche, Roma 1931
- Horatius Flaccus Quintus, De arte poetica liber; con introduzione e note di Gaetano Gigli, Perrella, Napoli Città di Castello 1932
- Vergilius Maro Publius, Eneide. Libro 4. : testo dell'edizione nazionale; con introduzione e commento di Gaetano Gigli, Collezione “Semina Flammae”, Perrella, Napoli 1933;
- Vergilius Maro Publius, Eneide. Libro 6. : testo dell'edizione nazionale; con introduzione e commento di Gaetano Gigli, Collezione “Semina Flammae”, Perrella, Napoli 1933 e D. Alighieri, Napoli Città di Castello 1934
- Gigli Gaetano, Sommario di Storia della Letteratura Latina (periodo argenteo); appunti raccolti da Ain Zara Salmi, Edizione a cura del Gruppo Universitario Fascista dell'Urbe, Roma 1933 e 1934 e 1935
- Gigli Gaetano, “Necrologia di Adolfo Gandiglio”, Istituto Marchigiano di scienze, lettere ed arti…Rendiconti, Fabriano 1934, voll. VII e VII (a. 1931-32), p. 17
- Gigli Gaetano, Celso Ulpiani e le Georgiche, estratto dai Rendiconti dell'Istituto Marchigiano di scienze, lettere ed arti, voll. VII e VII (a. 1931-32), p. 211, Stab. Arti Graf. Gentile, Fabriano 1934
- Homerus, Libro XXIV dell'Iliade; introduzione e commento Gaetano Gigli, Loffredo, Napoli 1934
- Horatius Flaccus Quintus, Le Satire. Libro primo; introduzione e commento di Gaetano Gigli, Loffredo, Napoli 1935
- Horatius Flaccus Quintus, Le Satire. Libro secondo; introduzione e commento di Gaetano Gigli, Loffredo, Napoli 1936
- Gigli Gaetano, Le donne di Orazio, Dispense Lett. Lat., De Santis Guido, Roma, 1935-1936
- Gigli Gaetano, Gli amici di Orazio (Parte I), Dispense Lett. Lat., De Santis Guido, Roma, 1936-1937
- Gigli Gaetano, Gli amici di Orazio (Parte II), Casa Editrice Castellani, Roma, 1937-1938
- Gigli Gaetano, La Poesia didascalica fino all'età di Augusto, Casa Editrice Castellani, Roma, 1938-1939
- Gigli Gaetano, Tentativi orazioni di arricchire la lingua latina di espressioni equivalenti a forme sintattiche greche, estratto dagli atti del IV congresso nazionale di Studi Romani, Istituto di Studi Romani Editore, Roma 1938
- Horatius Flaccus Quintus, Satire ed epistole; introduzione e commento di Gaetano Gigli, ????, Napoli 1938 e 1946 e 1960
- Gigli Gaetano, Estratti dal Convivium di Lucrezio. Recensione di: O. Tescari, Ediz. Roma a. XVII, Torino 1939
- Homerus, Iliade [passi scelti]; Traduzione di V. Monti con commento e proemio del prof. Gaetano Gigli, Cappelli, Bologna 1939, 1946 e 1952 [ebbe a collaboratrice la figlia Beatrice Gigli]
- Gigli Gaetano, Recensione del libro di Anacleto Trazzi: “Formicae Magistrae”, carme latino con versione italiana di Giuseppe Ferrari, Tip. Del Seminario, Padova 1940 (estratto dal “Convivium”)
- Gigli Gaetano, R. Bononiensis Agriculturae Academia, Commentarium qui tertio annalium libro continentur, summarie latine vertit. Institutum studiorum Romanorum, Annali della Regia Accademia di Agricoltura di Bologna, vol. III della Nuova Serie per l'anno 1942, Bologna 1943
- Gigli Gaetano, "... (L'iscrizione, per la forma delle lettere, non sembra anteriore al III secolo dell'era volgare)...", sta in: Bullettino della Commissione archeologica comunale di Roma, Roma 1945
- Homerus, Iliade [integrale]; Traduzione di V. Monti con commento e proemio del prof. Gaetano Gigli, Collez. Scrittori Italiani di Giovanni Crocioni, Cappelli, Bologna 1948
- Vergilius Maro Publius, Eneide. Libro 4. con introduzione e commento di Gaetano Gigli, Conte, Napoli 1950
- Horatius Flaccus Quintus, Giambi e Carmi; scelta e commento di Gaetano Gigli Loffredo, Napoli 1950 e 1963
- Gigli Gaetano, "...", sta in: Studj di filologia romanza, xxx 1963
- Gigli Gaetano, Nel mondo di Orazio - Antologia delle opere, Loffredo, Napoli 1969